# Toyota Corolla AE86

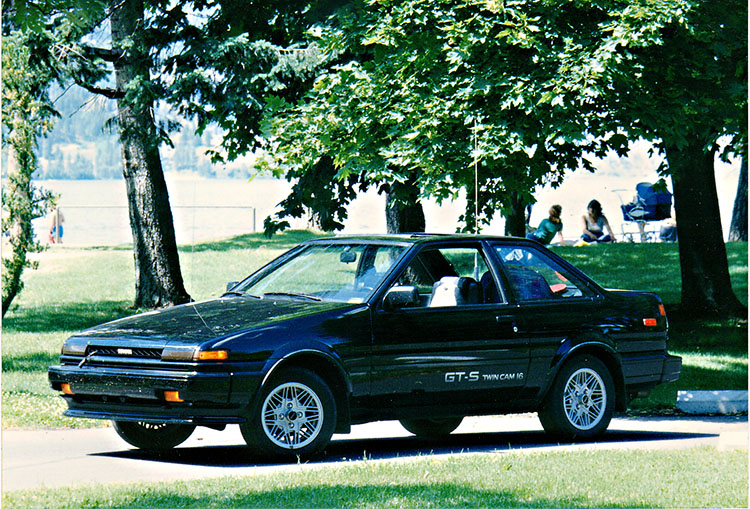
De Toyota Corolla GT-S AE86

De Toyota Corolla AE86, kortweg AE86, is de laatste achterwielaangedreven Toyota Corolla in de vorm van een tweedeurs-coupé en een driedeurs hatchback.
De AE86 maakt deel uit van de vijfde generatie Toyota Corolla (aangeduid als E8) en werd geïntroduceerd in 1983. Het verschil tussen de AE86 en de overige modellen van de E8-serie is dat deze achterwielaandrijving heeft. Toyota had de keuze gemaakt om de Corolla-lijn volledig voorwielaangedreven te maken (voornamelijk uit kostenbesparing) wat bij de volgende generatie (E9) werd doorgevoerd. De AE86 is van 1983 tot en met 1987 geproduceerd.
Van de AE86 bestaan twee typen, in Japan zijn dit de Trueno en de Levin modellen. Het voornaamste verschil tussen deze twee is dat de Trueno is voorzien van klaplampen terwijl de Levin voorzien is van normale koplampen.
In Japan wordt de AE86 hachi-roku genoemd vanwege het type nummer van de auto. In het Japans betekent hachi acht, en roku zes, dus samengevoegd zou het 86 zijn. Verder zijn '8' en '6' geluksgetallen in Japan.
In Nederland (en de rest van Europa) zijn nagenoeg alleen de Levin modellen verkocht als Corolla GT (niet te verwarren met de voorwielaangedreven Corolla GT AE82), terwijl in de VS nagenoeg alleen de Trueno modellen verkocht zijn als Corolla GT-S en Corolla SR5.

## Motor en techniek
De AE86 werd voorzien van de 4A-GEU, een 1,6 liter (1587 cc) viercilinder DOHC benzinemotor met elektronische brandstofinjectie. Deze motor werd ook door Toyota in de eerste generatie Toyota MR2 (AW11) en de voorwielaangedreven Corolla GT (AE82) gebruikt. De motor had een vermogen van 130 DIN pk (97 kW) en een koppel van 140 Nm. De AE86 werd voorzien van een 5 versnellingsbak (T50) en was alleen in Japan en de VS als automaat beschikbaar. De 4A-GE motoren werden uitgevoerd met een T-VIS (Toyota Variable Induction System) dat ervoor zorgt dat bij lage toeren de motor niet te veel lucht aanzuigt en bij hoge toeren juist genoeg. De AE86 werd ook uitgevoerd met een sperdifferentieel.
In de VS moest de auto voldoen aan de emissienormen van Californië en daardoor werd de motor daar gelimiteerd tot 112 DIN pk (84 kW) en 136 Nm koppel.
De AE86 werd voorzien van schijfremmen en de ophanging was voorzien van onafhankelijke schroefveren voor en achter schroefveren direct geplaatst op de (starre) as.
Sommige modellen zijn geleverd met een minder sterke motor: in Japan is de AE85 geleverd met een 3A-U motor (4 cilinder 1452 cc single cam carburateur) zonder LSD (sperdifferentieel) en achter voorzien van trommelremmen. In de VS was de SR5 voorzien van een 4A-C (4 cilinder 1587 cc single cam carburateur) en ook net als in Japan zonder LSD (sperdifferentieel) en trommelremmen op de achteras. In Europa is er ook een handvol SR5-spec Corolla GT's verkocht, maar dan van het Levin-model.
Modellen uitgevoerd met een 4A-GE motor zijn voorzien van een 6,7 inch differentieel, terwijl de 3A-U en 4A-C modellen een kleiner en zwakker 6,38 inch differentieel hadden, deze zijn om die reden ook niet uitwisselbaar.
Doordat de auto slechts 940 kg weegt en 120 pk (89 kW) heeft, haalt de auto een topsnelheid van 193 km/h en accelereert van 0 tot 100 binnen 8,5 seconden.
Voor de luxere versies (meeste alleen Japan en VS) waren er verscheidene opties beschikbaar: airco, stuurbekrachtiging, cruisecontrol, elektrische ramen en spiegels, elektrisch schuifdak, achterklep/tankklep van binnen uit te openen.

## Modellen
Zowel de Levin- als de Trueno-varianten zijn beschikbaar geweest als tweedeurs coupé of driedeurs hatchback. Voor het grootste deel zijn beide modellen gelijk aan elkaar, maar verschillen in de voorkant: de Trueno is voorzien van klaplampen terwijl de Levin normale koplampen heeft, hierdoor verschillen de voorspatborden ook. In principe is de voorkant daardoor uitwisselbaar. Verder verschillen ze ook qua achterlichten, maar deze verschillen zijn minder duidelijk waarneembaar.
Eind 1985 hebben beide modellen een facelift gekregen waarbij de voorbumper, koplampen en grille (alleen Levinmodellen), achterlichten en interieur lichtelijk aangepast zijn. Technisch gezien was er weinig verschil, behalve dat de nieuwere modellen voorzien waren van een andere achteras en daardoor ook een verschillend differentieel. Deze zijn niet uitwisselbaar tenzij ook de aandrijfas vervangen wordt.
In Japan is er ook nog een derde generatie Trueno geweest in de vorm van een zeer gelimiteerde oplage van de Black Limited die voorzien is van gouden logo's, biezen en gewijzigde achterlichten en is gebaseerd op de latere uit de modelreeks.
In Japan zijn de 4A-GE modellen verkocht als Corolla Levin of Sprinter Trueno, met als aanduiding GT-APEX (luxere model) of GTV (kaler model), terwijl de modellen met 3A-U motoren verkocht werden als SR of GT. In de VS werden de 4A-GEC modellen verkocht als de Corolla GT-S en de 4A-C modellen als SR5. In Europa werden alle auto's verkocht als Corolla GT.

## AE86 in autosport
Gedurende de productie van de AE86 was deze zeer populair bij de GT-klasse in Nederland en Duitsland, terwijl de auto internationaal erg populair was bij rally's en Group A en Group N racen. Na de productie bleef de auto voornamelijk populair door de achterwielaandrijving en heeft hij nog vele jaren na productie competitief meegereden in verschillende races, voornamelijk in rally's.
Het half fabrieksteam Kraft heeft met een buizenframe Trueno voorzien van een 3S-GTE motor (300 pk) meegedaan aan de JGTC (GT-klasse in Japan) tussen 1998 en 2001. Ondanks de populariteit van de auto bleven de resultaten uit en is de auto vervangen voor een Toyota MR2-S.
Doordat de auto achterwielaangedreven is, voorzien is van een sperdifferentieel, slechts 930 kg weegt en een redelijk sterke motor (die eenvoudig te tunen is) heeft is de auto populair geworden bij de Japanse straatracers. Deze straatracers reden voornamelijk op de Japanse bergpassen waarbij de krappe bochten de AE86 tot zijn recht lieten komen. Daarnaast heeft de racelegende Keiichi Tsuchiya, ook wel bekend als de Dori-Kin (drift king) jarenlang (tijdens productie) in de AE85 geracet en bezit hij nog steeds meerdere AE86's. Hij is bekend geworden om zijn rijstijl waarbij hij in bochten driftend (drifting) de bochten nam om hiermee sneller (voornamelijk krappe haarspeld)bochten te nemen. Vanuit zijn rijstijl is in Japan de driftsport op gang gekomen en daardoor heeft de AE86 een cultstatus gekregen. Vrijwel alle D1GP-coureurs hebben ooit een AE86 gehad.

## AE86 in de media

### Anime en Manga
De Hachi-Roku is vereeuwigd door manga-artiest Shuichi Shigeno (しげの秀一) in de populaire manga/anime-serie Initial D, en dit heeft geleid tot nieuwe interesse in de AE86.
Drie jaar voor Initial D heeft in Shigeno's eerdere werk Tunnel nuketara Sky Blue reed de hoofdpersoon Toshihiko, een 18-jarige middelbare scholier, een AE86 Sprinter Trueno.
Jrock groep M.O.V.E. (Yuri, Motsu, and T-Kimura) hebben tot nu toe bijna alle officiële leaders van Initial D gedaan en hebben hier menig maal de AE86 Sprinter Trueno gebruikt, voornamelijk in de video's FREAKY PLANET en Raimei ~out of kontrol~.
De AE86 komt nog veel vaker voor in anime: Dear Boys (aflevering 14), School Rumble (aflevering 1), Capeta (aflevering 1 en 3), Ex-Driver, Tenjou Tenge, Over Rev, Azumanga Daioh en FLCL.

### Spellen
Een lijst van spellen waarin de AE86 voorkomt:
- Electronic Arts' Need for Speed: Underground 2 , Need for Speed: Carbon, Need for Speed: Pro Street (heeft de Amerikaanse naam Corolla GT-S) en Need for Speed: No Limits.
- Genkis Shutokou Battle en Kaido Battle
- Kunos Simulazioni's Assetto Corsa (Trueno)
- Microsofts Forza Motorsport (Trueno)
- Namcos Street Racing Syndicate
- Polyphony Digitals Gran Turismo 3: A-Spec, Gran Turismo 4, Gran Turismo 5, Gran Turismo 6 en Gran Turismo Sport
- Sega/Sega Rossos Initial D Arcade Stage
- Taitos Battle Gear en Side by Side-serie
- Sega/Wow Entertainments Sega GT en de opvolgers Sega GT 2002 en Sega GT Online (Trueno)

### Tv-programma's
De aflevering "Game" van Law & Order: Special Victims Unit gaat over een moordenaar die zijn daden baseert op videospellen. De AE86 Corolla wordt hier "black sports car" genoemd.

### Film
Patrick Swayze speelt in 11:14 Frank die in een oude gammele AE86 rondrijdt.

### Miniatuur
In Japan wordt een 1:43-versie van de auto in getunede vorm aangeboden. In de rest van de wereld is de iets meer toegankelijke Hot Wheels-versie te koop. Ook hier gaat het om een getunede versie. Ook bij 1:10 rc-drifting zijn beide modellen zeer geliefd. Deze body's worden door veel verschillende rc-drift-merken gemaakt.